# توماس أونيل (صحفي)
توماس أونيل (بالإنجليزية: Thomas O'Neill)‏ هو صحفي أمريكي، ولد في 26 ديسمبر 1904، وتوفي في 9 أبريل 1971.